# Improvisata over to norske folkeviser
Improvisata over to norske folkeviser is een compositie van de Noor Edvard Grieg. Grieg schreef deze twee improvisaties tijdens een verblijf in Lofthus in Hardanger. Grieg gebruikte twee liedjes uit de volksliederenbundel van Ludvig Mathias Lindeman. Een eerste druk van het werk verscheen in Oslo, een tweede druk bij Peters Verlag in Leipzig; beide versies verschillen.
De twee deeltjes hebben in druk geen titel, maar worden alleen aangegeven in tempo-aanduidingen:
1. Allegretto con moto – allegro – molto vivace – tempo I – agitato e pesante (Guten og gjenta på fjøshellen)
2. Andante – animato – presto leggiero – tempo I (Dæ var eigong en Kungje)

Ida Åqvist was een Zweedse pianiste en vriendin van de familie. Tor Aulin heeft ook een werk (een polka) aan haar opgedragen.

## Discografie
- Uitgave Naxos: Einar Steen-Nøkleberg, opname 1993
- Uitgave Bis Records: Eva Knardahl
- Uitgave Brilliant Classics: Hakon Austbø